# Локалита дел Боско (Удине)
Локалита дел Боско је насеље у Италији у округу Удине, региону Фурланија-Јулијска крајина.
Према процени из 2011. у насељу је живело 20 становника. Насеље се налази на надморској висини од 223 м.